# 笹寿司

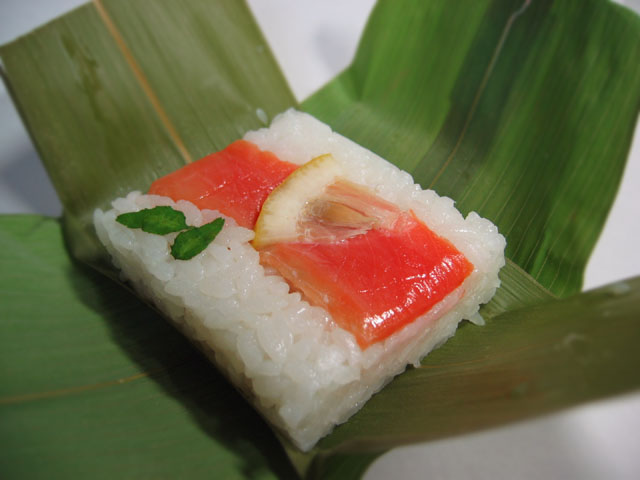
笹寿司

笹寿司（ささずし）とは、寿司飯と寿司種をクマザサの葉でくるんだ寿司の一種である。
石川県白山麓地域の笹寿司は、2枚のクマザサの葉でくるみ、箱に詰めて圧をかけて仕上げる押し寿司の一種。白山市や能登地方では祭りに欠かせない料理である。
長野県、新潟県で作られている「笹寿司」は、笹の葉の上に寿司飯を盛り、具材や薬味を乗せた郷土料理である。この料理については笹寿司 (長野・新潟)を参照のこと。本項では石川県のものを扱う。
ネタには、鮭・鱒・シイラ・鯛などの魚類のほか、油揚げを使うこともある。薬味として、サンショウの葉・ショウガ・レモンの薄切り・サクラエビ・ゴマ・紺のり（テングサを青く着色したもの）などがあしらわれる。
石川県の寿司弁当メーカー・芝寿しの代表商品に「笹寿し」があるが、「笹餅（餅を2枚のクマザサの葉でくるんだもの。石川県でよく見られる和菓子）」をヒントに考案されたものとされる（北國新聞長期連載『ふるさとから挑戦』2009年7月24日付朝刊第34面より）。

## 作り方
準備
- クマザサの葉はよく洗い、乾いたタオルで表面をふいておく。
- ネタの魚は5mm程度の薄切りにし、酢につけておく。
- 寿司飯をピンポン玉よりやや大きめの握り飯にしておくと作りやすい。

調理
1. 1枚の葉を広げ、その上に薬味・ネタ・寿司飯の順に乗せる。サクラエビなどの乾物は寿司飯の上に乗せる（魚の水分で早く腐敗するのを防ぐため）。
2. 葉で巻き込むように包み、手で上から軽く押さえて形を整える。
3. もう1枚の葉を最初の葉と垂直になるように重ねて包む。
4. 押し寿司用の箱にすき間のないように詰め込み、上から重し（百科事典などの厚手の本4～5冊）を載せる。

一晩置くと食べられるようになる。クマザサの葉には抗菌作用があると言われ、2・3日程度は冷暗所で保存することができる（冷蔵庫に入れると固くなるので入れない）。